# Championnat d'Algérie masculin de handball 2022-2023
Navigation
Excellence 2021-2022 Excellence 2023-2024
La saison 2022-2023 du Championnat d'Algérie masculin de handball est la 59e édition de la compétition, prévu initialement les 16 et 17 décembre, a été décalé aux 30 et 31 du même mois, puis au 12 janvier 2023.
L'ES d'Aïn Touta est le tenant du titre

## Équipes engagées
| \| MCS OEO ESAT ICO OMA MSH CSOM IRB JSS JSK CHZY Alger Oran Mila Skikda Bordj Batna Clubs d'Alger : MC Alger CRB Baraki HBC El Biar JS Bir Mourad Raïs CRB Alger-Centre Clubs d'Oran: MC Oran MC Oued Tlélat ES Arzew Clubs de Mila: CRB Mila C Chelghoum Laïd Clubs de Skikda: JSE Skikda CR El Arrouch Clubs de Bordj: CR Bordj Bou Arréridj MC Bordj Bou Arréridj Clubs de Batna: MM Batna AB Barika \| Localisation des clubs engagés dans le championnat 2022-2023. |
| MCS OEO ESAT ICO OMA MSH CSOM IRB JSS JSK CHZY Alger Oran Mila Skikda Bordj Batna Clubs d'Alger : MC Alger CRB Baraki HBC El Biar JS Bir Mourad Raïs CRB Alger-Centre Clubs d'Oran: MC Oran MC Oued Tlélat ES Arzew Clubs de Mila: CRB Mila C Chelghoum Laïd Clubs de Skikda: JSE Skikda CR El Arrouch Clubs de Bordj: CR Bordj Bou Arréridj MC Bordj Bou Arréridj Clubs de Batna: MM Batna AB Barika                                                                     |

| Nombre d'équipes par Wilaya \| Code \| Wilaya \| Nombre \| Équipe(s) \| \| ---- \| ---------------------------- \| ------ \| ----------------------------------------------------------------------- \| \| 05 \| Wilaya de Batna \| 3 \| ES Aïn Touta, MM Batna, AB Barika \| \| 08 \| Wilaya de Béchar \| 1 \| JS Saoura \| \| 13 \| Wilaya de Tlemcen \| 1 \| Olympique Maghnia \| \| 15 \| Wilaya de Tizi Ouzou \| 1 \| JS Kabylie \| \| 16 \| Wilaya d'Alger \| 5 \| MC Alger, CRB Baraki, HBC El Biar, JS Bir Mourad Rais, CRB Alger-Centre \| \| 20 \| Wilaya de Saïda \| 1 \| MC Saïda \| \| 21 \| Wilaya de Skikda \| 2 \| JSE Skikda, CR El Arrouch \| \| 23 \| Wilaya d'Annaba \| 1 \| OM Annaba \| \| 25 \| Wilaya de Constantine \| 1 \| CH Zighoud Youcef \| \| 29 \| Wilaya de Mascara \| 1 \| MH Sig \| \| 30 \| Wilaya d'Ouargla \| 1 \| IC Ouargla \| \| 31 \| Wilaya d'Oran \| 3 \| MC Oran, ES Arzew, MC Oued Tlélat \| \| 34 \| Wilaya de Bordj Bou Arreridj \| 2 \| CR Bordj Bou Arréridj, MC Bordj Bou Arréridj \| \| 36 \| Wilaya d'El Tarf \| 1 \| IR Bouteldja \| \| 39 \| Wilaya d'El Oued \| 1 \| Olympique El Oued \| \| 43 \| Wilaya de Mila \| 2 \| CRB Mila, Croissant Chelghoum Laïd \| |                              |        |                                                                         |
| Code | Wilaya                       | Nombre | Équipe(s)                                                               |
| 05 | Wilaya de Batna              | 3      | ES Aïn Touta, MM Batna, AB Barika                                       |
| 08 | Wilaya de Béchar             | 1      | JS Saoura                                                               |
| 13 | Wilaya de Tlemcen            | 1      | Olympique Maghnia                                                       |
| 15 | Wilaya de Tizi Ouzou         | 1      | JS Kabylie                                                              |
| 16 | Wilaya d'Alger               | 5      | MC Alger, CRB Baraki, HBC El Biar, JS Bir Mourad Rais, CRB Alger-Centre |
| 20 | Wilaya de Saïda              | 1      | MC Saïda                                                                |
| 21 | Wilaya de Skikda             | 2      | JSE Skikda, CR El Arrouch                                               |
| 23 | Wilaya d'Annaba              | 1      | OM Annaba                                                               |
| 25 | Wilaya de Constantine        | 1      | CH Zighoud Youcef                                                       |
| 29 | Wilaya de Mascara            | 1      | MH Sig                                                                  |
| 30 | Wilaya d'Ouargla             | 1      | IC Ouargla                                                              |
| 31 | Wilaya d'Oran                | 3      | MC Oran, ES Arzew, MC Oued Tlélat                                       |
| 34 | Wilaya de Bordj Bou Arreridj | 2      | CR Bordj Bou Arréridj, MC Bordj Bou Arréridj                            |
| 36 | Wilaya d'El Tarf             | 1      | IR Bouteldja                                                            |
| 39 | Wilaya d'El Oued             | 1      | Olympique El Oued                                                       |
| 43 | Wilaya de Mila               | 2      | CRB Mila, Croissant Chelghoum Laïd                                      |

## Compétition
La nouvelle formule prévoit la création d’un championnat Excellence de trois groupes de neuf équipes avec 16 matches dans la première phase.
Le barème de points servant à établir le classement se décompose ainsi :
- Victoire : 2 points ;
- Match nul : 1 points ;
- Défaite : 0 point ;
- Forfait et match perdu par pénalité : -1 point.

## Phase de groupes

### Groupe A
Mise à jour : 26 mai 2023